# تری چرچس (ویرجینیای غربی)
تری چرچس (به انگلیسی: Three Churches) یک منطقهٔ مسکونی در ایالات متحده آمریکا است که در شهرستان همپشایر، ویرجینیای غربی واقع شده‌است.